# Señalética
La señalética es el conjunto de señales para la información de algo. Joan Costa la define como «la parte de la ciencia de la comunicación visual que estudia las relaciones funcionales entre los signos de orientación en el espacio y comportamientos de los individuos».

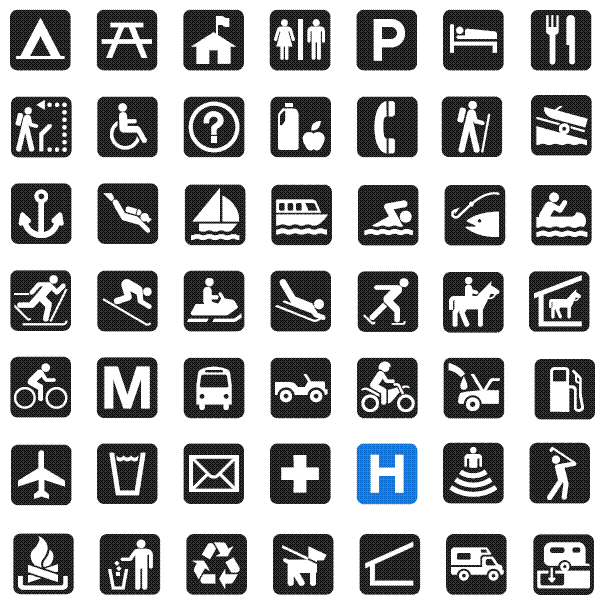
Uso de pictogramas para la señalética del Servicio de Parques Nacionales de los Estados Unidos.

La señalización corresponde a un sistema de comunicación visual sintetizado en un conjunto de señales o símbolos que cumplen la función de guiar, orientar u organizar a una persona o conjunto de personas en aquellos puntos del espacio que planteen dilemas de comportamiento, como por ejemplo dentro de una gran superficie (centros comerciales, fábricas, polígonos industriales, parques tecnológicos, aeropuertos, etcétera).
El diseño de la señalización empieza con el estudio de planos de planta de la gran superficie (de caminerías, recorridos o circulaciones planteadas); pasa por la presentación de la nueva y óptima organización de estas circulaciones y termina en el diseño de símbolos gráficos sintéticos y de fácil comprensión para guiar a la gente o vehículos por estas grandes superficies. Los símbolos diseñados variarán según si son para una señalización interna o externa, si es para guiar transeúntes o para guiar vehículos. En las empresas, normalmente estos símbolos siguen los lineamientos de la identidad visual corporativa (colores, estilo, geometrías, tipografía, etc. propios de la empresa) o bien pueden contener el distintivo visual (logotipo o marca) de la empresa dentro de cada señal o rótulo.

## Señaléticaversusseñalización
Señalética y señalización no son conceptos equivalentes. 

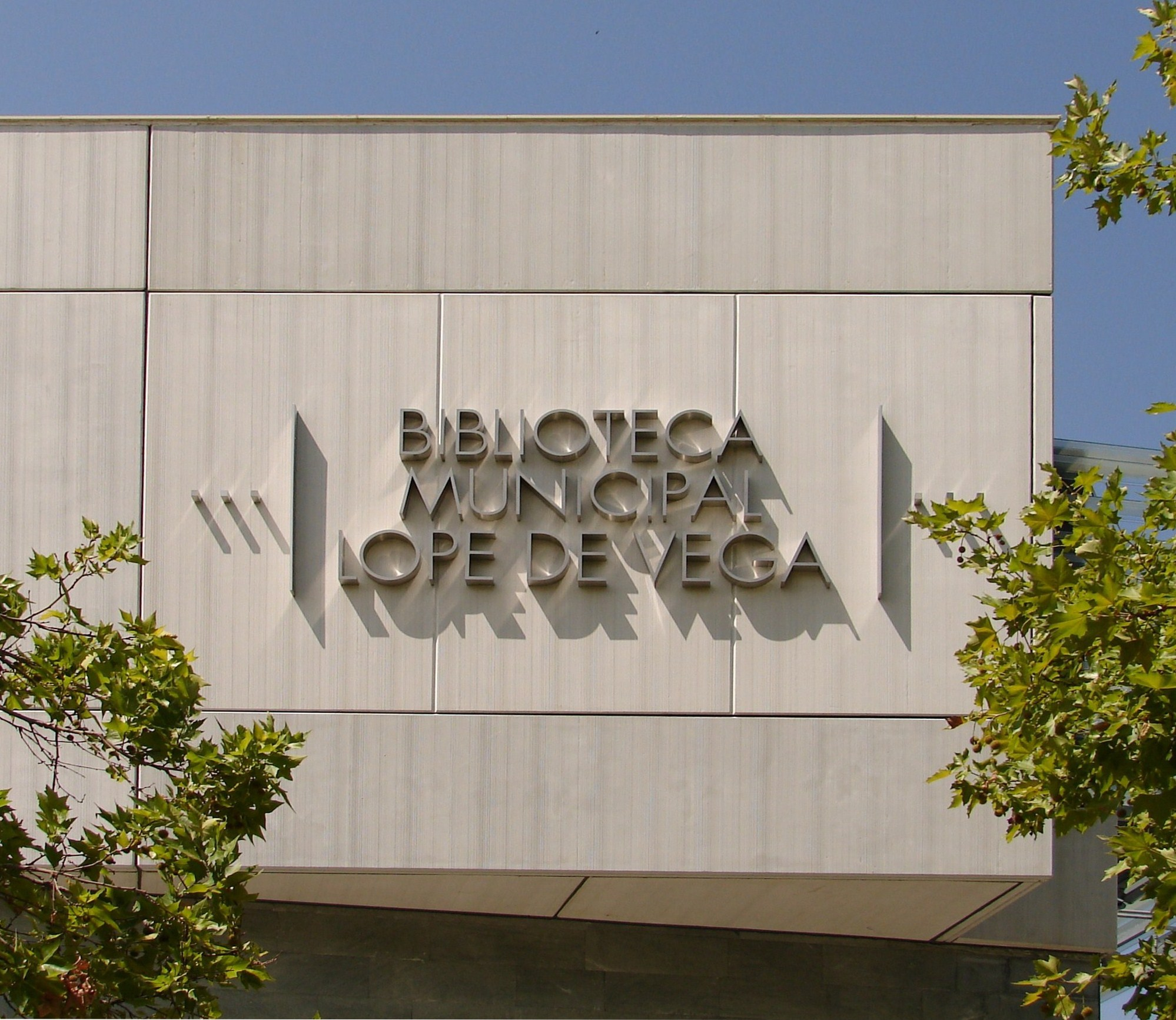
Biblioteca - Public Library- Lope de Vega (Tres Cantos)

La señalización está dirigida a regular el tránsito humano y motorizado en espacios predominantemente exteriores. El código utilizado ha sido previamente homologado y normalizado, y es indiferente a las características del entorno (por ejemplo, el código de circulación). El fundamento de la señalización es empírico. Así es que en la señalización
La señalética en cambio persigue identificar, regular, y facilitar el acceso a unos servicios requeridos y al contrario de la señalización, se ocupa de programas específicos para problemas particulares.
Diferenciando Señalética de Señalización: Enfoques y Aplicaciones
La señalización y la señalética son dos términos frecuentemente utilizados en el ámbito del diseño y la planificación urbana, los cuales, a pesar de su aparente similitud, se refieren a conceptos distintos con objetivos y aplicaciones específicas. A continuación, exploramos las diferencias clave entre estos dos elementos cruciales para la navegación y la organización de espacios.
Señalización: Estandarización y Regulación del Tránsito
La señalización hace referencia al conjunto de señales y símbolos diseñados para regular el tránsito humano y vehicular, principalmente en entornos exteriores. Estas señales se basan en códigos estandarizados y normalizados que son universalmente reconocidos, independientemente de las particularidades del entorno en el que se aplican. Por ejemplo, los signos de tráfico que regulan la circulación vehicular obedecen a un código de circulación homologado que se mantiene constante en diferentes contextos y regiones.
El fundamento de la señalización reside en su carácter empírico; es decir, su diseño y aplicación se sustentan en la observación y experiencia acumulada sobre cómo las personas y vehículos se mueven y reaccionan ante diferentes estímulos visuales. Este enfoque busca garantizar una comprensión clara y unificada de las normas de tránsito, contribuyendo así a la seguridad y eficiencia en la movilidad.
Señalética: Identificación y Acceso a Servicios en Entornos Específicos
Por otro lado, la señalética se centra en la identificación, regulación y facilitación del acceso a servicios específicos dentro de diversos entornos. A diferencia de la señalización, la señalética aborda necesidades particulares relacionadas con la orientación y la información en espacios tanto interiores como exteriores. Esto implica el desarrollo de programas de señalización personalizados que respondan a las características únicas de cada lugar y las necesidades de sus usuarios.
La señalética juega un papel crucial en lugares como hospitales, centros comerciales, aeropuertos y campus universitarios, donde facilitar la orientación y el acceso rápido a diferentes servicios y áreas es esencial. Su diseño considera factores como la legibilidad, la visibilidad y la coherencia estilística, asegurando que las señales no solo informen sino que también contribuyan a la experiencia general del espacio.